# Laneuville-au-Rupt
Laneuville-au-Rupt és un municipi francès situat al departament del Mosa i a la regió del Gran Est. L'any 2007 tenia 180 habitants.

## Demografia

### Població
El 2007 la població de fet de Laneuville-au-Rupt era de 180 persones. Hi havia 70 famílies, de les quals 20 eren unipersonals (8 homes vivint sols i 12 dones vivint soles), 15 parelles sense fills, 31 parelles amb fills i 4 famílies monoparentals amb fills.
La població ha evolucionat segons el següent gràfic:
Habitants censats

### Habitatges
El 2007 hi havia 86 habitatges, 68 eren l'habitatge principal de la família, 9 eren segones residències i 9 estaven desocupats. Tots els 86 habitatges eren cases. Dels 68 habitatges principals, 63 estaven ocupats pels seus propietaris i 5 estaven llogats i ocupats pels llogaters; 1 tenia dues cambres, 11 en tenien tres, 11 en tenien quatre i 46 en tenien cinc o més. 48 habitatges disposaven pel capbaix d'una plaça de pàrquing. A 27 habitatges hi havia un automòbil i a 35 n'hi havia dos o més.

### Piràmide de població
La piràmide de població per edats i sexe el 2009 era:
| Homes | Edats   | Dones |
| ----- | ------- | ----- |
| 0     | 95 o +  | 0     |
| 0     | 90 a 94 | 0     |
| 4     | 85 a 89 | 0     |
| 0     | 80 a 84 | 0     |
| 4     | 75 a 79 | 8     |
| 4     | 70 a 74 | 12    |
| 8     | 65 a 69 | 0     |
| 0     | 60 a 64 | 4     |
| 0     | 55 a 59 | 0     |
| 4     | 50 a 54 | 0     |
| 4     | 45 a 49 | 16    |
| 4     | 40 a 44 | 0     |
| 12    | 35 a 39 | 0     |
| 0     | 30 a 34 | 8     |
| 0     | 25 a 29 | 4     |
| 4     | 20 a 24 | 0     |
| 4     | 15 a 19 | 8     |
| 4     | 10 a 14 | 12    |
| 8     | 5 a 9   | 8     |
| 0     | 0 a 4   | 4     |

## Economia
El 2007 la població en edat de treballar era de 102 persones, 73 eren actives i 29 eren inactives. De les 73 persones actives 70 estaven ocupades (36 homes i 34 dones) i 3 estaven aturades (3 homes). De les 29 persones inactives 13 estaven jubilades, 8 estaven estudiant i 8 estaven classificades com a «altres inactius».

### Ingressos
El 2009 a Laneuville-au-Rupt hi havia 73 unitats fiscals que integraven 192 persones, la mediana anual d'ingressos fiscals per persona era de 16.419 €.

### Activitats econòmiques
Dels 3 establiments que hi havia el 2007, 1 era d'una empresa extractiva, 1 d'una empresa de construcció i 1 d'una empresa de serveis.
L'únic servei als particulars que hi havia el 2009 era una fusteria.

## Poblacions més properes
El següent diagrama mostra les poblacions més properes.